# 31st Century Fox
31st Century Fox (рус. «Лиса 31-го века») — 12 эпизод 7 сезона мультсериала «Футурама».

## Сюжет
Команда «Межпланетного экспресса» уговаривает профессора купить наконец новую униформу. Весь экипаж отправляется в ателье, где Бендер случайно узнаёт о существовании такого развлечения, как охота на лис. Сама идея убийства животных приводит сгибальщика в восторг. Бендер становится членом охотничьего клуба. Лила же, напротив, старается выступить в защиту животных. Однако после первой же охоты выясняется, что объекты охоты — не настоящие лисы, а лисы-роботы. Лила не находит в этом ничего плохого и прекращает агитацию, но это обстоятельство крайне возмущает самого Бендера, который считает, что это преступление против робо-природы.
Бендер организовывает общественное движение в защиту робо-животных и пытается добиться запрета охоты на лис. Когда все его попытки проваливаются, Бендер решается на саботаж. Ночью он вместе с Фраем и Лилой пробирается на территорию клуба, освобождает предназначенную для следующей охоты лису и занимает её место, чтобы выразить этим свой протест.
Обнаружив наутро в лисьей клетке робота, взбешённый распорядитель охоты заявляет, что теперь объектом травли станет сам Бендер. Роботу приходится спасаться бегством, по его следу пускают собак.
Тем временем в здании «Межпланетного экспресса» появляется новый питомец — лиса-робот. Изначально она вызывает своим поведением и внешним видом у людей приязнь, но, когда лиса порвала новую форму команды, съела бойцовскую курицу Эми и изгрызла транспарант Лилы (над которым она очень долго работала), мнение резко меняется. Все, включая Лилу и Фрая, гонятся за лисой в желании её убить. Та, в свою очередь, побежала в направлении леса охотничьего клуба.
Бендер продолжает убегать, но, к несчастью, попадает ногой в капкан. Оказавшаяся случайно рядом робо-лиса спасает его, отгрызая ему ногу. В то же время подоспевшие Фрай и Лила, узнав, что охота уже идёт не на лису, а на Бендера, осознают свою ошибку и убеждают охотников отказаться от жестокой забавы, однако сам распорядитель не намерен останавливаться. Он выслеживает робота и вступает с ним в схватку. Но инициатива быстро переходит Бендеру, который выхватывает ружьё из рук распорядителя. Однако Бендер не может убить его, поскольку прибегают Фрай и Лила (свидетели ему не нужны). Распорядитель, воспользовавшись моментом, отбирает ружьё и целится в робота. На помощь Бендеру приходит спасённая им накануне роболиса. Животное убивает охотника. Но тут из разорванной лисой шеи распорядителя выглядывают… провода! Выясняется, что распорядитель охоты тоже был роботом. Бендер не находит в убийстве робота роботом ничего противозаконного. Лила возражает, говоря, что любое убийство — плохо, но уже по возвращении в Межпланетный экспресс соглашается с Бендером, повесив голову распорядителя над камином.

## Изобретения будущего
- Антигравитационная ловушка — ловушка для дичи и браконьеров, подвешивающая их в воздухе с помощью мощного гравитационного поля. Легко обнаруживается по находящемуся рядом большому выключателю.
- Лошадь-трансформер — способна трансформироваться в мини-вертолёт.

## Интересные факты
- Название эпизода — пародия на логотип кинокомпании «Двадцатый век Фокс». С этим связано также множество каламбуров в эпизоде.